# Leo Lehner
Leo Carl Maria Lehner (* 20. Juli 1900 in Wien; † 22. April 1981 in Kirchdorf an der Krems) war ein österreichischer Komponist, Chorleiter und Musikpädagoge.

## Leben
Seine Eltern waren Rudolf und Antonia Lehner, geborene Auchmann. Der Vater war Schuldirektor und Chorleiter in Wien-Ottakring, die Mutter Tochter eines Fabriksbesitzers.
Seinen Musikunterricht begann er als Kind: Mit vier Jahren wurde er im Klavierspiel, mit sechs Jahren an der Orgel und mit sieben Jahren im Violinspiel unterrichtet. Vom sechsten bis zum dreizehnten Lebensjahr war er Mitglied der Wiener Sängerknaben unter Hofkapellmeister Franz Schalk, dem späteren Direktor der Wiener Staatsoper. Klavierunterricht erhielt er bei Alfred Grünfeld. Nach dem Willen seines Vaters sollte er Lehrer werden und war ab 1914 Schüler im Internat des katholischen Lehrerseminars Marianum in der Semperstraße in Wien-Währing.
Diese Ausbildung brach er 1917 ab, begann eine Lehre in einem chemografischen Betrieb und gleichzeitig ohne Wissen seiner Eltern eine Ausbildung für Klavier an der Wiener Musikakademie. Dort gehörten die Komponisten Franz Schmidt und Josef Lechthaler zu seinen Lehrern. Daneben war er als Klavierbegleiter bei Stummfilmaufführungen tätig. Als er an einem Wettbewerb im Dauerklavierspielen teilnahm, wurde er festgenommen, weil er noch nicht großjährig war. 1921 legte er die Gesellenprüfung als Chemograf und die Abschlussprüfung an der Akademie ab.
Danach arbeitete Leo Lehner als Klavierspieler, Begleiter von Auftritten von Künstlern wie Hansi Niese, Richard Waldemar, Hansi Führer und Theodor Windbrechtinger (Turl Wiener), Zirkuskapellmeister, Musiker in einem Varieté und zweiter Chordirektor am Wiener Burgtheater. In diesen Jahren gründete er den Gesangverein der Angestellten der Austria-Email-Werke und leitete er den Chor des Meinl-Bundes. Mit 23 Jahren übernahm er nach seinem Vater die Leitung des Alt-Ottakringer Kirchenchores.
Am Gymnasium (damals: Realschule) in Wien-Neubau unterrichtete er ab 1923 (ohne Reifeprüfung und ohne Lehramtsprüfung) als „Nebenlehrer in aushilfsweiser Verwendung“ das Freifach „Chorgesang“ und baute den Chor zum größten Schülerchor Österreichs mit über 250 Stimmen aus. Dieser Chor wurde „Sängerchor R VII“ (R VII für Realschule des VII. Bezirkes) genannt und gab Konzerte außerhalb Wiens, so am 27. und 28. Mai 1927 in Salzburg und Berchtesgaden, im Mai 1929 in Šternberk (Sternberg), Bad Ullersdorf und Šumperk (Mährisch Schönberg) in der damaligen Tschechoslowakei, 1930 in Aussig, Dresden und Leipzig und 1932 in Prag. In Salzburg trug die damalige Schülerin Isolde Ahlgrimm mit einer Klaviersonate Mozarts zum Erfolg des Konzerts bei. Der Schüler Albin Skoda trug bei Konzerten Gedichte vor. 1930 gründete er mit Mitgliedern dieses Chores den „Jung Urania-Chor“. Dieser Chor und mit ihm die von Leo Lehner komponierten Lieder wurde durch Rundfunksendungen und Konzerte in Österreich, Deutschland und der Tschechoslowakei bekannt. Zu den Mitwirkenden dieser Konzerte gehörten Elfriede Ott und Fritz Muliar.
1927 unterrichtete Leo Lehner im Auftrag des österreichischen Unterrichtsministers einige Monate in Leipzig.
1930 holte er die Matura nach und 1932 die Lehramtsprüfung. Danach unterrichtete er am Robert Hamerling-Gymnasium in Wien-Josefstadt. Dort lernte er Walter Maria Neuwirth kennen, den Textdichter vieler seiner Lieder.
1932 wurde Leo Lehner Chormeister und Leiter des Volksgesangsvereins. 1935 wurde er in die Lehrerbildung versetzt und war an den Lehrerbildungsanstalt Kundmanngasse und Hegelgasse tätig.
1938 wurde er verhaftet und danach zum Militärdienst zum Wetterdienst eingezogen. Seine Werke waren verboten. Ab 1940 leitete er den Soldatenchor des Fliegerhorstes Proßnitz. 1943 war er krankheitshalber vom Wehrdienst befreit und in Mödling und Wien als Lehrer tätig. Im November 1944 wurde er wieder zur Wehrmacht eingezogen und, nachdem er bereits zum Tode verurteilt worden war, weil er sich – einem Vorgesetzten widersprechend – als Österreicher bezeichnet hatte, einer Strafkompanie zugeteilt und zunächst zu Aufräumarbeiten nach Bombenangriffen herangezogen. Nach einer Zeit in Kriegsgefangenschaft wurde er Musiklehrer an Lehrerbildungsanstalten in Wien. In dieser Funktion gründete im November 1945 den „Chor der Bundes-Lehrer- und Lehrerinnenbildungsanstalten“. Eines der erfolgreichen Konzertprogramme dieses Chores bestand aus Volksliedern verschiedener Sprachen und trug den Titel „Stimmen der Völker in Liedern“. Als Verein erhielt der Chor 1946 den Namen „Jung-Wien“; Sänger, Sängerinnen und nicht aktive Mitglieder trafen sich in der sogenannten „Lehner-Runde“ über Jahrzehnte in einem Extrazimmer des Café Weidinger. Diesen Chor leitete er 32 Jahre lang bis 1978 und trat mehr als 2500-mal mit ihm öffentlich auf.
Leo Lehner gestaltete mit „Jung-Wien“ von 1951 bis 1977 eine Reihe von Veranstaltungen der Wiener Festwochen. Darunter waren Auftritte in der Wiener Stadthalle am 13. Juni 1960 oder im Goldenen Saal des Wiener Musikvereins am 29. Mai 1963 gemeinsam mit den Wiener Symphonikern. Dieser Chor absolvierte mit Leo Lehner 37 Auslandsreisen, so 1964 eine dreiwöchige Konzertreise in die Sowjetunion.
1947 wurde er von der Republik Österreich mit dem Titel „Professor“ geehrt. Leo Lehner wurde mit dem Ehrenkreuz für Wissenschaft und Kunst ausgezeichnet.
Leo Lehner war an verschiedenen Lehrerbildungseinrichtungen als Lehrer und Prüfungskommissär tätig. Er leitete den international bekannten Chor „Wiener Schubertbund“ und den „Soldatenchor Wien“.
Leo Lehner komponierte für Chor und Orchester, bearbeitete über 500 Volkslieder, die teilweise im Druck in Musikverlagen erschienen, und andere Werke, z. B. solche der Familie Strauß. Er stand in Verbindung mit Joseph Marx. Leo Lehner wird mit den Worten zitiert „Es gibt keine unmusikalischen Menschen. Es gibt nur musikalisch vernachlässigte Menschen.“
Eines seiner bekanntesten Werke ist das Lied „Gänseblümchen und Schmetterling“ mit einem Text von Walther Maria Neuwirth. Sein Lied „Steig auf, du Fahne rot-weiß-rot!“ war unter den Kandidaten für die österreichische Bundeshymne und wurde in ein weit verbreitetes Gesangsbuch des österreichischen Schulunterrichtes aufgenommen.

## Ehrung

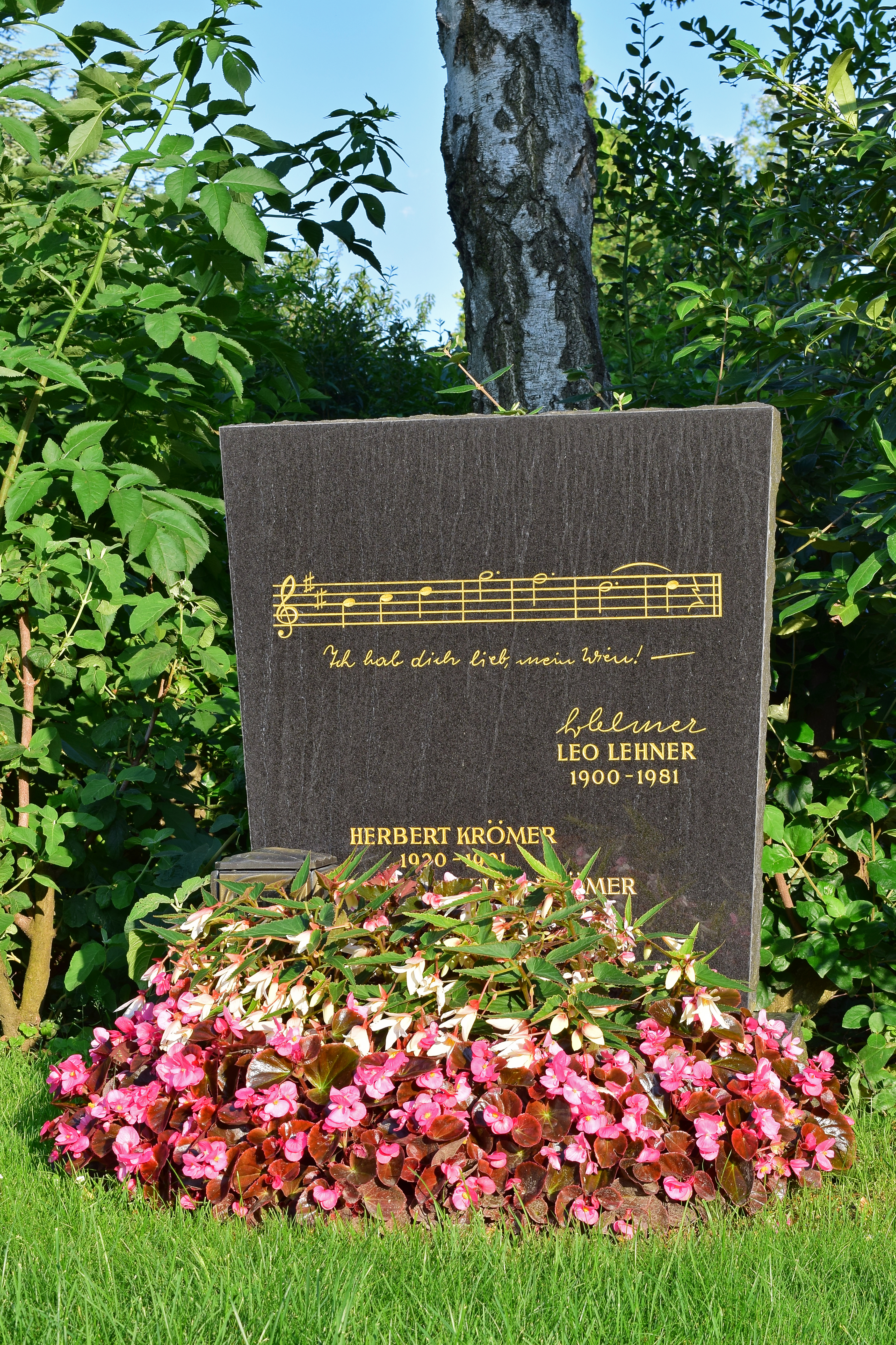
Grab von Leo Lehner am Wiener Zentralfriedhof

Leo Lehner ist in einem Ehrengrab der Stadt Wien am Wiener Zentralfriedhof (Gruppe 32 C, Nummer 53) begraben. Im Jahr 1984 wurde in Wien-Donaustadt (22. Bezirk) die Leo-Lehner-Gasse nach ihm benannt.
Das Chorforum Wien verleiht in Gedenken an den Leo Lehner die Leo-Lehner-Plakette. Preisträger waren Elisabeth Ziegler für die 50-jährige Chorleitung der Gumpoldskirchner Spatzen, Florian Maierl für seinen Chor Coro siamo und der Radio Wien Chor (2019).

## Werke
Der Katalog der Musiksammlung der Österreichischen Nationalbibliothek verzeichnet für Leo Lehner über 170 Partituren. Dabei handelt es sich überwiegend um Bearbeitungen für Chorgesang mit oder ohne Begleitung. Ein Werkeverzeichnis befindet sich in der Autobiographie „Ein Leben nach Noten“ auf den Seiten 115–124.
- Drei Wanderlieder. No. 1 In Reih’ und Glied! No. 2. Wunderschöner Mai! No. 3. Jung Österreich! Worte: Walther Maria Neuwirth. Für Gesang und Klavier. Wien-Leipzig-Berlin. Verlag Ludwig Doblinger 1936.
- Fasching in Wien. Walzer für Männer- oder gemischten Chor mit vierhändiger Klavierbegleitung. Worte von Walther Maria Neuwirth. Wien-Leipzig-Berlin. Verlag Ludwig Doblinger. 1937.
- Steig auf, du Fahne rot-weiß-rot! Worte: Siegmund Guggenberger. Für gemischten Chor, Frauenchor oder Männerchor. Wien 1949, 1955, 1962. Verlag Doblinger. Die Melodie dieses Liedes im weit verbreiteten Schul-Gesangsbuch „Komm, Sing mit. Österreichisches Liederbuch“ wurde von dessen Herausgeber Anton Dawidowicz bearbeitet, der dort als Autor der Weise (Melodie) aufscheint.
- Gänseblümchen und Schmetterling. Ein Tanzliedchen für drei Stimmen. Dreistimmiger Frauenchor und Klavier. Worte: Walther Maria Neuwirth. Wien 1951. Verlag Doblinger.
- Lieder für das junge Volk. 16 neue Kinderlieder für Kindergarten und Schule. Wien-Wiesbaden. Verlag Robitschek 1952/1953.
- Schönbrunn, du mein Traum. Lied aus Wien. Für gemischten Chor und Klavier. Wien 1955. Verlag Krenn.
- Das Tänzchen. Männerchor mit Klavierbegleitung. Worte: Walther M(aria) Neuwirth. Wien-Wiesbaden 1955/1958. Verlag Robitschek.
- Kukuleczka. Altes polnisches Volkslied. Freie Übersetzung von Erika Haunold. Für gemischten Chor und Klavier bearbeitet von Leo Lehner. Wien 1971. Verlag Krenn.
- Drunghe, drunghete! Neapolitanisches Volkslied. Für gemischten Chor bearbeitet von Leo Lehner. Wien 1971. Verlag Krenn.
- Layeta. Spanisches (Katalanisches) Volkslied. Bearbeitet für gemischten Chor von Leo Lehner. Wien 1980. Verlag Krenn 1980.
- Auf dem Predigtstuhl. Für vierstimmigen Chor a cappella.Worte: Ignaz Jörg. Wien 1980. Verlag Krenn 1980.